# Трипольская, Татьяна Александровна
Татья́на Алекса́ндровна Трипольская (род. 1954) — российский лингвист, профессор русского языка.

## Биография
Окончила Новосибирский государственный университет в 1976 году и начала свою педагогическую деятельность в качестве ассистента кафедры современного русского языка Новосибирского государственного педагогического института (ныне ФГБОУ ВПО «Новосибирский государственный педагогический университет»).
После окончания аспирантуры в 1985 году защитила кандидатскую диссертацию на тему «Семантическая структура экспрессивного слова и её лексикографическое описание (на материале эмоционально‑оценочных существительных со значением лица)» в Томском университете по специальности 10.02.01 — русский язык.
В 1996 году поступила в докторантуру при кафедре русского языка РГПУ им. А.И. Герцена и в 1999 году защитила докторскую диссертацию «Эмотивно‑оценочная лексика в антропоцентрическом аспекте». В 2003 году по решению ВАК Т. А. Трипольской присвоено ученое звание профессора.

### Педагогическая деятельность
Более сорока лет Т. А. Трипольская работает на кафедре современного русского языка и методики его преподавания НГПУ; в разное время она преподавала все основные разделы курса «Современный русский язык»: фонетику, лексикологию, словообразование, морфологию, синтаксис; курсы «Филологический анализ текста» и «Актуальные проблемам русистики» и т. д.
В настоящее время основные лекционные курсы Т. А. Трипольской: «Лексикология современного русского литературного языка», «Языковая личность», «Языковая картина мира», «Теория языковой коммуникации». Помимо основных курсов Т. А. Трипольская читает спецкурсы, ведёт спецсеминары, руководит курсовыми и дипломными работами студентов, диссертационными работами магистрантов.
Т. А. Трипольской разработана и успешно реализуется магистерская программа «Коммуникативные аспекты изучения русского языка» по специальности 032700.68 Филология.
Татьяна Александровна Трипольская успешно руководит работой аспирантов. Под её руководством защищено 20 кандидатских и одна докторская диссертация по актуальным проблемам современной лингвистики.

### Вклад в науку
Т. А. Трипольская не только всячески содействует развитию научного потенциала кафедры, но и сама непосредственно принимает активное участие в научной работе: выступает с докладами на конференциях разного уровня, от внутривузовских до международных.
Под её руководством в Институте филологии, массовой информации и психологии Новосибирского государственного педагогического университета 24 года проводятся Филологические чтения «Проблемы интерпретации в лингвистике и литературоведении». Эта конференция трижды удостаивалась гранта (два гранта РГНФ и один — Администрации Новосибирской области). Много лет Т. А. Трипольская является руководителем кафедральной коллективной темы, под её редакцией регулярно выходят межвузовские сборники.

### Сфера научных интересов
Область научных интересов Т. А. Трипольской весьма обширна: эмотивно-оценочная лексика, когнитивная лингвистика, интерпретационная лингвистика, коммуникативно-прагматические аспекты высказывания, теория речевых жанров, теория языковой личности, язык городского пространства, теория метафоры, лингвистическая экспертиза и пр.
Под руководством Т. А. Трипольской сложилась научная школа «Интерпретационный потенциал языковой системы и творческая активность говорящего», которая функционирует с 2000 г. и включает 13 участников — преподавателей и аспирантов НГПУ.
Т. А. Трипольская – автор и соавтор более 180 опубликованных работ, в том числе четырех монографий и разделов в коллективных монографиях.

## Основные публикации
- Трипольская, Т. А. Семантическая структура экспрессивного слова и её лексикографическое описание (на материале эмоционально-оценочных существительных со значением лица): автореф. дис. … канд. филол. наук. / Т. А. Трипольская. — Томск, 1985.
- Трипольская, Т. А. Интерпретационный компонент в языке и творческая активность говорящего / Т. А. Трипольская, И. П. Матханова; Новосиб. гос. пед. ун-т // Языковая личность: проблема выбора и интерпретации знака в тексте: межвузовский сборник науч. трудов. — Новосибирск: НГПУ, 1994.
- Трипольская, Т. А. «Умный» и «глупый» в эмотивно-оценочной картине мира / Т. А. Трипольская ; Рос. гос. пед. ун-т им. А. И. Герцена. Каф. рус. яз.; [Ред. В. Д. Черняк] // Актуальные проблемы функциональной лексикологии: сб. ст., посвящ. 75-летию д-ра филол. наук, проф. каф. рус. яз. В. В. Степановой. — СПб.: Изд-во СПбГУЭФ, 1997.
- Трипольская, Т. А. Эмотивно-оценочный дискурс: когнитивный и прагматический аспекты / Т. А. Трипольская. — Новосибирск: НГПУ, 1999.
- Трипольская, Т. А. Эмотивно-оценочный дискурс языковой личности / Т. А. Трипольская // Ежегодник Российского психологического общества: материалы третьего Всероссийского съезда психологов: 25-26 июня 2003 г. — Т. 8. — СПб, 2003.
- Трипольская, Т. А. The conceptionof multimedia complex study guide on lexicology. Multimedia complex study, navigation in lexicology and lexicography / Т. А. Трипольская // III Jornadas Andaluzas de eslavistica. — Granada, 2004.
- Трипольская, Т. А. Дистанционные технологии в обучении лексике (на материале русской синонимии) / Т. А. Трипольская // Czlowiek. Swiadomosc. Komunikacja. Internet (Человек. Сознание. Коммуникация. Интернет). — Warszawa, 2006
- Трипольская, Т. А. Когнитивные аспекты изучения речевых актов / Т. А. Трипольская // Языковая картина мира. Лексика. Текст: сб. научных статей, посвященных юбилею проф. Н. Е. Сулименко. — СПб: РГПУ им. Герцена, 2009.
- Трипольская, Т. А. Путешестствие по европейским городам: городское пространство в языковой картине мира (на материале русского, итальянского, французского и английского языков) / Е. Ю. Булыгина, Т. А. Трипольская // Вестник МГУ. Серия Теория перевода, 2009.
- Трипольская, Т. А. Звуковые и зрительные элементы метафорической картины мира (на материале русских и итальянских энтомонимов) [Текст] / Т. А. Трипольская, Е. Ю. Булыгина //Русский язык: исторические судьбы и современность: Труды и материалы IV Междунар. конгресса исследователей русского языка, Москва, 20-23 марта 2010 г. — М.: Изд-во Московского гос. ун-та, 2010.
- Трипольская, Т. А. Проблемы лингвистического экспертирования текстов экстремистского содержания: анализ словаря и дискурса / Т. А. Трипольская, Е. Ю. Булыгина // Слово. Словарь. Словесность: Текст словаря и контекст лексикографии: Материалы Всероссийской научной конференции. СПб., 11 — 13 ноября 2009 г. / Отв. ред. В. Д. Черняк. — СПб.: САГА, 2010.
- Трипольская, Т. А. Чужая оценка: от невольного обмана до преднамеренной лжи / Т. А. Трипольская // Дискурс лжи и ложь как дискурс. Новосибирск, 2012.
- Трипольская, Т. А. Язык городского пространства: словарь — карта — текст] / Е. Ю. Булыгина, Т. А. Трипольская. М.: Языки славянской культуры, 2015.
- Трипольская, Т. А. Проблемы интерпретационной лингвистики: типы восприятия и их языковое воплощение] / Т. А. Трипольская // Сибирский филологический журнал 2013. — № 2.

### Учебники и учебные пособия
- Трипольская, Т. А. Лабораторные работы по лексикологии (для студентов филологического факультета) / Т. А. Трипольская, Е. Ю. Булыгина. — Новосибирск: НГПИ, 1992.
- Трипольская, Т. А. Мистер Кренк изучает русский язык: давайте поговорим по-русски / Т. А. Трипольская, Е. Ю. Булыгина. — Новосибирск : Экор, 1993.
- Трипольская, Т. А. Лексикология русского языка: практические задания и словарные материалы: пособие для студентов-филол. пед. ун-та по специальности «Филология» / сост. Е. Ю. Булыгина, Т. А. Трипольская; Новосиб. гос. пед. ун-т. — Новосибирск: НГПУ, 2001.
- Трипольская, Т. А. Лексикология русского языка: хрестоматия для студ. высш. учеб. заведений / Т. А. Трипольская, Е. Ю. Булыгина, О. А. Маркасова. — Новосибирск: НГПУ, 2004.
- Трипольская, Т. А. Лексикология русского языка: практические задания и словарные материалы / Е. Ю. Булыгина, Т. А. Трипольская. — М.: Флинта, 2013.